# Marc Degryse
Marc Gabriel Degryse (ur. 4 września 1965 w Roeselare) – były belgijski piłkarz występujący na pozycji ofensywnego pomocnika lub napastnika.

## Kariera klubowa
Marc Degryse zawodową karierę rozpoczynał w 1983 roku w Club Brugge. W debiutanckim sezonie wystąpił w 20 spotkaniach i strzelił dziewięć goli. W kolejnych sezonach był już podstawowym zawodnikiem belgijskiego zespołu. W rozgrywkach 1984/1985 zdobył 21 bramek i zajął trzecie miejsce w klasyfikacji najlepszych strzelców. W kolejnych sezonach Degryse także imponował skutecznością. Łącznie dla Club Brugge wystąpił w 181 ligowych spotkaniach, w których 96 razy wpisał się na listę strzelców. W 1986 roku wywalczył puchar, a w 1988 roku mistrzostwo kraju. W obu tych latach wraz z drużyną sięgnął także po Superpuchar Belgii. W 1989 roku Degryse podpisał kontrakt z zespołem RSC Anderlecht, w barwach którego także prezentował bardzo wysoką formę. Z „Fiołkami” odnosił wiele sukcesów – cztery razy (w 1991, 1993, 1994 i 1995 roku) zdobył mistrzostwo, do tego raz sięgnął po puchar i dwa razy po superpuchar kraju, dotarł także do finału Pucharu Zdobywców Pucharów. W 1991 roku Degryse został wybrany najlepszym piłkarzem w belgijskiej lidze. Dla Anderlechtu wychowanek Club Brugge rozegrał łącznie 170 ligowych pojedynków, w których zdobył 66 bramek. Stade Constant Vanden Stock opuścił w 1995 roku, kiedy to został zawodnikiem Sheffield Wednesday. Razem z angielską drużyną zajął piętnastą pozycję w Premier League mają tylko dwa punkty przewagi nad strefą spadkową. W barwach ekipy „The Owls” Belg wystąpił w 34 meczach i strzelił osiem bramek. W 1996 roku trafił do PSV Eindhoven, z którym wywalczył mistrzostwo Holandii. Degryse zagrał w 23 ligowych meczach, jednak w sezonie 1997/1998 na boisku pojawił się tylko osiem razy. Po zakończeniu rozgrywek belgijski zawodnik powrócił do kraju i podpisał kontrakt z KAA Gent, z którym zajął ósme miejsce w lidze. Latem 1999 roku Degryse przeniósł się do Germinalu Beerschot Antwerpia, gdzie zdołał wywalczył sobie miejsce w podstawowym składzie. W drużynie „De Ratten” spędził trzy sezony, w trakcie których wystąpił w 97 spotkaniach i zdobył 27 bramek. W 2002 roku Belg zdecydował się zakończyć karierę. Ostatni mecz rozegrał 4 maja przeciwko Sportingowi Charleroi, który zakończył się zwycięstwem Germinalu 4:1.

## Kariera reprezentacyjna
W reprezentacji Belgii Degryse zadebiutował 5 września 1984 roku w przegranym 0:2 pojedynku z Argentyną. W 1990 roku został powołany do drużyny narodowej na mistrzostwa świata. Na turnieju tym Belgowie odpadli w 1/8 finału, kiedy to po dogrywce przegrali z Anglią 1:0. Degryse na włoskich boiskach wystąpił we wszystkich czterech meczach, a w zwycięskim 2:0 spotkaniu przeciwko Korei Południowej wpisał się na listę strzelców. W 1994 roku Paul Van Himst powołał Degryse na kolejne mistrzostwa świata. Tym razem Belgowie także zakończyli swój udział w turnieju na 1/8 finału, gdzie tym razem lepsi okazali się Niemcy. Belgijski piłkarz strzelił zwycięskiego gola w meczu z Meksykiem (1:0), a w spotkaniu przeciwko Arabii Saudyjskiej w 24 minucie opuścił boisku z powodu kontuzji, która wykluczyła go z gry w pojedynku z Niemcami. Łącznie dla reprezentacji Belgii Degryse rozegrał 63 mecze, w których zdobył 23 bramki. Ostatni mecz w kadrze rozegrał przeciwko Holandii 14 grudnia 1996 roku.